# Борьба (газета, Миколаїв)
«Борьба» — нелегальна більшовицька газета, орган Миколаївського комітету РСДРП. 
Видавалась у 1908 році. В умовах столипінської реакції «Борьба» закликала робітників до згуртування навколо більшовицької партії, до подальшої боротьби проти самодержавства. У № 4 «Борьби» була надрукована частина статті В. І. Леніна «Події на Балканах і в Персії». Газета «Пролетарий» вітала вихід «Борьби» і вміщувала короткі повідомлення про кожний її номер. Видання «Борьби» припинилося після виходу четвертого номера у зв'язку з розгромом царською охранкою Миколаївського комітетуту РСДРП.
Джерело:
Українська радянська енциклопедія : у 12 т. / гол. ред. М. П. Бажан ; редкол.: О. К. Антонов та ін. — 2-ге вид. — К. : Головна редакція УРЕ, 1974–1985.
| Газета | Це незавершена стаття про газету. Ви можете допомогти проєкту, виправивши або дописавши її. |